# اردشیر مطهری
اردشیر مطهری سرهنگ بازنشسته فراجا و نماینده مجلس دوره یازدهم از حوزه انتخاباتی گرمسار، آرادان، ایوان‌کی است.
مطهری در انتخابات دوازدهم ریاست جمهوری رئیس ستاد انتخاباتی سید ابراهیم رئیسی در گرمسار بوده‌است.

## فعالیت‌های اجرایی
مطهری کادر افسری بازنشسته فراجا با درجه سرهنگ بوده و در مشاغلی مانند: فرمانده و جانشین فرماندهی انتظامی منطقه گرمسار، فرمانده قرارگاه ستاد فرماندهی انتظامی تهران بزرگ، فرمانده قرارگاه ستاد کل نیروهای مسلح، فرمانده گشت‌های انتظامی تهران بزرگ، رئیس پلیس مبارزه با مواد مخدر تهران بزرگ، فرمانده یگان امداد (ویژه) تهران بزرگ تا زمان بازنشستگی از فراجا (۱۳۹۳) فعالیت کرده‌است.
سرهنگ مطهری در سال ۱۳۸۹ فرمانده یگان امداد پلیس تهران بزرگ در طرح موسوم به پاک‌سازی محله‌ها از اراذل‌واوباش و خرده‌فروشان مواد مخدر بوده‌است.

## نمایندگی مجلس شورای اسلامی
مطهری در دوره دهم مجلس شورای اسلامی از سوی حزب مؤتلفه اسلامی نامزد ورود به مجلس نیز از حوزه انتخاباتی گرمسار، آرادان، ایوانکی شد که در این امر موفق نبوداما وی توانست در یازدهمین انتخابات مجلس شورای اسلامی با کسب آرای حداکثری شهرستان گرمسار، آرادان و ایوانکی از حوزه انتخابیه گرمسار از استان سمنان انتخاب گردد.

## تحصیلات
مطهری کارشناسی علوم اجتماعی مردم‌شناسی، کارشناسی ارشد جامعه‌شناسی گرایش آسیب‌شناسی اجتماعی را داشته و دانشجوی دکتری خصوصی حقوق است.
.

## ردصلاحیت
وی در انتخابات دوره دوازدهم مجلس شورای اسلامی رد صلاحیت شد.

## محکومیت
در ۲۴ مرداد ماه ۱۴۰۱ او به ۲ سال حبس به خاطر ادمینی در یک کانال تلگرامی به نام "حساب کشی" و توهین به افراد مختلف از جمله خانواده قاسم سلیمانی محکوم شد؛  اما پس از انتشار این خبر ادشیر مطهری ادعای محکومیت خود به حبس تعزیری را رد کرد.

## حواشی
قطعه فیلم(کلیپ) همسر اردشیر مطهری در فضای مجازی و سایت ها از حین ورود به مراسم یک مدرسه و تشریفات عجیب استقبال از او حاشیه‌ساز شد.